# Galina Onoprijenko
Galina Viktorovna Onoprijenko (ryska: Галина Викторовна Оноприенко), född den 2 februari 1963, är en sovjetisk handbollsspelare.
Hon tog OS-brons i damernas turnering i samband med de olympiska handbollstävlingarna 1992 i Barcelona.